# La Bastide-Puylaurent
La Bastide-Puylaurent là một xã ở tỉnh Lozère trong vùng Occitanie, phía nam nước Pháp. Khu vực này có độ cao trung bình 1024 mét trên mực nước biển.